# Los Jacintos
Los Jacintos är en ort i Mexiko.   Den ligger i kommunen Silao de la Victoria och delstaten Guanajuato, i den centrala delen av landet, 300 km nordväst om huvudstaden Mexico City. Los Jacintos ligger 1 886 meter över havet och antalet invånare är 376.
Terrängen runt Los Jacintos är kuperad åt nordost, men åt sydväst är den platt. Runt Los Jacintos är det ganska tätbefolkat, med 222 invånare per kvadratkilometer. Närmaste större samhälle är Guanajuato, 15,7 km öster om Los Jacintos. Trakten runt Los Jacintos består till största delen av jordbruksmark.